# Torsionstav
Torsionsstav er en slags affjedring til motorkøretøjer, som virker ved at en stålstav vrides i sin længderetning. Den ene ende af torsionsstaven sidder fast i køretøjets chassis. I den anden ende sidder en stav, som hjulets nav er fæstnet til. Stangen er vinkelret på torsionsstaven. Når køretøjer bevæger sig højden vrides torsionsstaven i længderetningen.
Fordelen ved en torsionsstav sammenlignet med f.eks. en spiralfjeder er en mere enkel mekanisk konstruktion, lavere tyngdepunkt og frem for alt lavere vægt. Torsionsaffjedring anvendtes i nogle Volkswagen-prototyper i 1930'erne. Systemet blev brugt i mange kampvogne under 2. verdenskrig og var en efterfølger af Christie-systemet.
Det anvendes stadig på anhængere, høstvogne, campingvogne o.l. Krængningshæmmere på moderne sportsvogne bygger ofte på torsionsstavsprincippet.